# Frederick Vine
Frederick John Vine (17 de junio de 1939-21 de junio de 2024) fue un geólogo marino y geofísico, uno de los principales contribuyentes a la teoría de las placas tectónicas.

## Primeros años
Vine nació en Londres, y estudió en la Latymer Upper School y en el St John's College, de Cambridge en donde se especializó en Ciencias Naturales (BA, 1962) y geofísica marina (PhD, 1965).

## Placas tectónicas
La tesis de Fred Vine para graduarse como doctor trató sobre el magnetismo en el fondo oceánico, en la cual trabajó junto a su supervisor Drummond Matthews. Debido a que conocía a Harry Hess estaba al tanto de sus teorías sobre la extensión del suelo del mar, donde el lecho marino actúa con eficacia como 'una banda transportadora', alejándose del canto central. El trabajo de Vine, junto al de Drummond Matthews y al de Lawrence Morley de la Geological Survey of Canada, ayudó a establecer las variaciones en las propiedades magnéticas de la corteza oceánica en un contexto adecuado. Específicamente Vine y Matthews apoyaron la idea de Dietz (Nature, 1961) de que la ampliación del fondo marino se estaba llevando a cabo en los cantos de profundidad media. Vine y Matthews mostraron que el basalto creado en las fosas representa la polaridad del campo magnético actual de la Tierra (y su medida), transformando la 'banda transportadora' de Hess en una 'cinta de grabación'. Además, demostraron que las inversiones magnéticas, sugeridas por Allan Cox (Nature 1963), pueden ser vistas como tiras paralelas a medida que el individuo se va alejando en forma perpendicular de la corteza del canto.

## Carrera académica
El profesor Vine tuvo una carrera distinguida. Realizó importantes investigaciones con E. M. Moores en el sur de Chipre. También trabajó con R. A. Livermore y A. G. Smith en la historia del campo magnético terrestre. Posteriormente, publicó informes sobre la conductividad eléctrica de las rocas de la corteza continental inferior con R. G. Ross. En 1967 comenzó a trabajar como profesor asistente de geología y geofísica en la Universidad de Princeton. En 1970 trabajó en la Escuela de Ciencias Ambientales en la Universidad de East Anglia, Reino Unido, primero como asistente y luego, en 1974, como profesor, y fue decano entre 1977 y 1980, y nuevamente entre 1993 y 1998. A 2009, continúa en la Universidad como profesor emérito.

## Honores
El profesor Vine ha recibido un gran número de honores, incluyendo:
- Medalla Day en 1968,[2]
- Medalla Bigsby de la Geological Society of London en 1971,
- Medalla Chapman de la Royal Astronomical Society (1973),[2]
- Miembro de la Royal Society en marzo de 1974,[2]
- Medalla Charles Chree y premio del Institute of Physics (1977),[2]
- Medalla Hughes de la Royal Society (1982),
- Premio Balzan Internacional (1981).[2]
- Medalla Prestwich de la Geological Society of London en 2007.

## Publicaciones
- Vine, F.J. (2001) Reversals of fortune. En: Oreskes, N. (ed.) An insider's history of the modern theory of the Earth, Westview Press, Boulder, Colorado, pp46-66.[5][3]
- Vine F D and Matthews D H 1963 Magnetic anomalies over oceanic ridges Nature 199 947–949.[5]
- Vine, F.J. (2003) Ophiolites, ocean crust formation and magnetic studies: a personal view. En: Dilek, Y. and Newcomb, S. (eds.) Ophiolite concept and the evolution of geological thought, Geological Society of America Special Paper, 373, 65-75.[3]